# Mastophora vaquera
Mastophora vaquera är en spindelart som beskrevs av Willis J. Gertsch 1955. Mastophora vaquera ingår i släktet Mastophora och familjen hjulspindlar.
Artens utbredningsområde är Kuba. Inga underarter finns listade i Catalogue of Life.